# Hiệp hội Cơ Đốc giáo Trung Quốc
Hiệp hội Cơ Đốc giáo Trung Quốc (chữ Anh: China Christian Council), gọi tắt là Toàn quốc Cơ hiệp, là một tổ chức giáo vụ cấp quốc gia của Hội Thánh Tin Lành Tam Tự tại Trung Quốc. Tổ chức này nằm dưới sự quản lí của Ban Công tác Mặt trận Thống nhất Trung ương Đảng và được giám sát như một hội đoàn xã hội bởi Bộ Dân chính Trung Quốc. Hiệp hội được thành lập vào năm 1980 tại thành phố Nam Kinh và hiện có trụ sở đặt tại đường Cửu Giang, thành phố Thượng Hải.
Hiệp hội Cơ Đốc giáo Trung Quốc được coi là một tổ chức liên hiệp bao quát toàn bộ các Hội Thánh Tin Lành trong Cộng hoà Nhân dân Trung Hoa, với Giám mục Đinh Quang Huấn giữ chức Hội trưởng đầu tiên. Hiệp hội này có nhiệm vụ cung cấp giáo dục thần học, xuất bản Kinh Thánh (phần lớn theo bản CUV), thánh ca (chủ yếu là Thánh ca “Bản mới”) và các tài liệu tôn giáo khác. Ngoài ra, tổ chức này còn thúc đẩy việc trao đổi thông tin giữa các hội thánh địa phương trong lĩnh vực truyền giáo, mục vụ và điều hành, đồng thời xây dựng quy chế Hội Thánh, cũng như không ngừng vun đắp mối quan hệ hữu nghị với các Hội Thánh ở nước ngoài.
Hiệp hội Cơ Đốc giáo Trung Quốc kết hợp với Uỷ ban Phong trào Ái quốc Tam Tự Toàn quốc được gọi chung là “Lưỡng hội”, tức hai tổ chức tôn giáo chính thức của Hội Thánh Tin Lành Trung Quốc (tên tiếng Anh viết tắt: CCC&TSPM).
Năm 1988, Hiệp hội chính thức gia nhập Hiệp hội Cơ Đốc giáo Thế giới, đánh dấu một bước tiến quan trọng trong việc thúc đẩy giao lưu và hiệp thông với cộng đồng Cơ Đốc giáo toàn cầu. Tại Đại hội đại biểu Cơ Đốc giáo Trung Quốc lần thứ mười, Mục sư Ngô Nguy đã được bầu làm Hội trưởng của Hiệp hội Cơ Đốc giáo Trung Quốc.

## Lịch sử hình thành
Vào mùa xuân năm 1979, sau một thời gian dài bị gián đoạn bởi cuộc Cách mạng Văn hoá, các Hội Thánh tại Trung Quốc bắt đầu khôi phục sinh hoạt thờ phượng. Nhằm phục hưng đời sống Hội Thánh và đáp ứng nhu cầu tổ chức giáo hội trong giai đoạn mới, Hiệp hội Cơ Đốc giáo Trung Quốc đã được thành lập tại Đại hội đại biểu Cơ Đốc giáo Trung Quốc lần thứ ba vào năm 1980. Mục tiêu chính của tổ chức này là kết nối, phục vụ và hỗ trợ các Hội Thánh trong cả nước, qua việc ban hành quy tắc Hội Thánh, cổ vũ cho công cuộc giáo dục thần học, và nuôi dưỡng đời sống tâm linh. Nhà sử học tôn giáo nổi tiếng Daniel Bays đã ghi nhận rằng: “Trong Hiệp hội Cơ Đốc giáo Trung Quốc có một khát vọng thực sự nhằm chăm sóc mục vụ, bồi dưỡng cộng đồng tín hữu, và phát triển đời sống thuộc linh; đồng thời, dường như cũng có một ước muốn tách rời khỏi vai trò chính trị trực tiếp mà Hội Thánh Tam Tự đảm nhiệm.”
Hiệp hội Cơ Đốc giáo Trung Quốc kết hợp với Uỷ ban Phong trào Ái quốc Tam Tự được gọi chung là “Lưỡng hội”, tức hai tổ chức tôn giáo chính thức của Hội Thánh Tin Lành Trung Quốc. Thông qua Hiệp hội Cơ Đốc giáo Trung Quốc, các Hội Thánh Tin Lành đã đăng kí được tham gia vào các tổ chức hiệp thông quốc tế, trong đó có Hiệp hội Cơ Đốc giáo Thế giới. Hiệp hội Cơ Đốc giáo Trung Quốc hoạt động với vai trò hợp nhất các Hội Thánh Tin Lành tại Trung Quốc, cung cấp dịch vụ hỗ trợ về tổ chức và nội dung giáo lí thông qua: Soạn thảo Điều lệ Hội Thánh; khuyến khích và phát triển giáo dục thần học tại các viện thần học và trường Kinh Thánh, tiêu biểu như Viện Thần học Hiệp hoà Kim Lăng; xuất bản Kinh Thánh và nhiều tài liệu Cơ Đốc khác; tổ chức các chương trình huấn luyện cho người hầu việc Chúa tại các Hội Thánh.
Trong 30 năm trở lại đây, đạo Tin Lành tại Trung Quốc đã phát triển một cách nhanh chóng và mạnh mẽ, được xem là giai đoạn hưng thịnh nhất trong lịch sử Tin Lành tại Trung Quốc. Dù số liệu chưa đầy đủ, nhưng ước tính có khoảng 100–130 triệu tín hữu Tin Lành trên toàn quốc — gấp khoảng 100–130 lần so với con số vào năm 1949. Cũng theo các báo cáo: Có trên 56.000 nhà thờ và điểm nhóm, trong đó 70% là mới được xây dựng; hơn 55 triệu bản Kinh Thánh đã được in và phát hành, với trung bình khoảng 3,5 triệu bản mỗi năm trong các năm gần đây; toàn Trung Quốc hiện có 21 trường thần học, với hơn 1.900 sinh viên thần học đang theo học.
Trụ sở của Lưỡng hội (CCC/TSPM) đặt tại: Số 219, đường Cửu Giang, quận Hoàng Phố, Thượng Hải (mã bưu chính: 200002). Hai tổ chức này cùng nhau xuất bản tạp chí Thiên Phong (en), là một ấn phẩm Cơ Đốc uy tín, góp phần cổ vũ đức tin, cung cấp tài liệu thần học, cũng như phản ánh sinh hoạt của Hội Thánh Tin Lành trong bối cảnh Trung Quốc đương đại.

## Tôn chỉ và mục đích
Theo Điều lệ của Hiệp hội Cơ Đốc giáo Trung Quốc, tôn chỉ của Hiệp hội là:
Ủng hộ sự lãnh đạo của Đảng Cộng sản Trung Quốc, ủng hộ chế độ chủ nghĩa xã hội, học tập và quán triệt Tư tưởng Tập Cận Bình về Chủ nghĩa xã hội đặc sắc Trung Quốc trong thời đại mới. Kiên định nguyên tắc “Tam Tự” — tự trị, tự dưỡng, tự truyền — thực hiện đường lối độc lập tự chủ trong việc điều hành Hội Thánh, đoàn kết và dẫn dắt tín hữu trên toàn quốc đi theo con đường kính Chúa, yêu nước, tôn vinh Đức Chúa Trời, ích lợi cho nhân sinh. Kiên trì phương hướng “Trung Quốc hóa Tin Lành”, tích cực thúc đẩy xây dựng tư tưởng thần học, cung cấp chỉ đạo và dịch vụ cho các hoạt động giáo vụ ở khắp các địa phương trong cả nước. Tổ chức thờ phượng chung và chủ trương tinh thần tôn trọng, bao dung lẫn nhau trong đức tin và lễ nghi, với phương châm: “Lấy tình yêu bao dung nhau, lấy hoà bình liên kết nhau, hết lòng gìn giữ sự hiệp một bởi Đức Thánh Linh ban cho”, nỗ lực đạt tới sự hợp nhất trọn vẹn.
Hiệp hội cũng nhấn mạnh việc hiệp một trong sự hướng dẫn của Đức Thánh Linh, vâng theo lẽ thật trong Kinh Thánh, thiết lập và hoàn thiện hệ thống quy phạm điều hành hội thánh tại Trung Quốc, gây dựng và chăm sóc hội thánh, dẫn dắt các tín hữu tích cực góp phần vào công cuộc phát triển kinh tế – xã hội đất nước. Đồng thời, Hiệp hội khẳng định việc tuân thủ Hiến pháp, pháp luật, các quy định và chính sách của Nhà nước, thực thi giá trị cốt lõi của chủ nghĩa xã hội, và gìn giữ đạo đức xã hội.

## Các quy định tổ chức
Điều lệ quy định rằng Hiệp hội Cơ Đốc giáo Trung Quốc là tổ chức giáo vụ toàn quốc của Hội Thánh Tin Lành Trung Quốc, lấy việc tôn cao Chúa Jesus Christ và sự kiện Chúa Jesus bị đóng đinh vào thập tự giá làm trung tâm. Tổ chức này hiệp tác cùng các hội thánh tại khắp nơi, liên kết với Đấng Christ – Đầu của Hội Thánh, để cùng nhau thể hiện chức năng của các chi thể trong thân thể Đấng Christ, làm chứng tốt lành cho Phúc Âm.
Hiệp hội chủ trương đẩy mạnh hướng đi Trung Quốc hóa Tin Lành, phát triển tư tưởng thần học, và hỗ trợ hoạt động mục vụ của các hội thánh trong cả nước.
Tổ chức cũng kiên trì hiệp nhất thờ phượng, khuyến khích tinh thần tôn trọng lẫn nhau về quan điểm đức tin và hình thức lễ nghi; đối với mối quan hệ giữa các tín hữu, cần phải “dùng lòng yêu thương mà khoan dung nhau, lấy sự hoà bình mà liên kết nhau, hết lòng gìn giữ sự hiệp một mà Đức Thánh Linh đã ban cho”.

## Chức năng – Nhiệm vụ chính
Hiệp hội có các chức năng chủ yếu như sau:
1. Dưới sự lãnh đạo của Đảng Cộng sản Trung Quốc và chính quyền nhân dân, đoàn kết toàn thể tín hữu Cơ Đốc, yêu mến Tổ quốc xã hội chủ nghĩa, tuân thủ Hiến pháp, pháp luật, các quy định và chính sách Nhà nước; tích cực tham gia xây dựng xã hội chủ nghĩa đặc sắc Trung Quốc trong thời đại mới.
2. Kiên trì phương hướng Trung Quốc hoá Cơ Đốc giáo, tích cực thúc đẩy xây dựng tư tưởng thần học, từng bước xây dựng hệ thống tư tưởng thần học mang đặc sắc Trung Quốc.
3. Thúc đẩy giáo dục thần học và đào tạo nhân lực cho giáo hội, theo quy định của Quy chế sự vụ tôn giáo và các quy định liên quan, thực hiện việc xác nhận và quản lí nhân sự mục vụ Cơ Đốc giáo.
4. Đẩy mạnh công tác xuất bản Kinh Thánh, Thánh ca và các sách báo Cơ Đốc khác, phát triển lĩnh vực truyền thông tôn giáo.
5. Tích cực triển khai các hoạt động phục vụ xã hội.
6. Giới thiệu và tổ chức giao lưu kinh nghiệm mục vụ, truyền đạo và quản trị giáo hội ở các địa phương, đồng thời cung cấp sự chỉ đạo trong công tác giáo vụ.
7. Căn cứ luật pháp và Quy chế sự vụ tôn giáo, xây dựng quy chế giáo hội, giám sát việc thực thi ở các địa phương, thúc đẩy các Hội Thánh Tin Lành cấp tỉnh, khu tự trị, thành phố trực thuộc trung ương xây dựng quy định địa phương nhằm nâng cao năng lực quản lí hội thánh; phối hợp với Uỷ ban Phong trào Ái quốc Tam Tự Toàn quốc để thiết lập quy định về lương, phúc lợi, hưu trí cho nhân sự mục vụ.
8. Tích cực mở rộng giao lưu hữu nghị quốc tế.
9. Hiệp hội và Uỷ ban Phong trào Ái quốc Tam Tự Toàn quốc thực hiện phân công phối hợp, cùng triển khai công tác hội thánh toàn quốc; cùng tổ chức Đại hội đại biểu Cơ Đốc giáo Trung Quốc, cũng như các hội nghị liên tịch khác khi cần thiết.
10. Tăng cường liên hệ với các Hội Thánh Tin Lành ở cấp tỉnh, khu tự trị, thành phố trực thuộc trung ương, trao đổi thông tin, kinh nghiệm, nghiên cứu và thảo luận các vấn đề liên quan, đồng thời cung cấp hướng dẫn và dịch vụ; các hội thánh địa phương có nghĩa vụ tuân thủ và thực hiện các nghị quyết của Hiệp hội, Hiệp hội có trách nhiệm giám sát.

## Cơ cấu tổ chức
Cơ quan quyền lực cao nhất của Hiệp hội là Đại hội đại biểu Cơ Đốc giáo Trung Quốc, được triệu tập 5 năm một lần bởi Hiệp hội phối hợp với Uỷ ban Phong trào Ái quốc Tam Tự Toàn quốc. Các đại biểu do các Hội Thánh Tin Lành cấp tỉnh, khu tự trị, thành phố trực thuộc trung ương tuyển cử.
Tại Đại hội, các đại biểu sẽ hiệp thương và bầu chọn Uỷ ban Toàn quốc của Hiệp hội. Uỷ ban này sẽ tiến hành bầu Hội trưởng, Phó Hội trưởng, Tổng thư kí và Uỷ viên Thường vụ. Nhiệm kì của các vị trí là 5 năm. Trụ sở của Hiệp hội đặt tại Thượng Hải.